# Llista d'episodis de Psychoville
La sèrie de televisió anglesa Psychoville consta de dues temporades de set i sis episodis respectivament més un especial d'una hora. A la Gran Bretanya, la sèrie va estar en antena del 18 de juny de 2009 fins al 6 de juny de 2011.
A Catalunya, la sèrie s'emet pel canal Canal 3XL. S'emet des del 31 de maig de 2012.

## Temporades
| Temporada | Temporada             | Episodis | Duració al Regne Unit                     | Duració a Catalunya                       | Duració a Catalunya |
| --------- | --------------------- | -------- | ----------------------------------------- | ----------------------------------------- | ------------------- |
|           | 1                     | 7        | 18 de juny de 2009 - 30 de juliol de 2009 | 31 de maig de 2012 - 12 de juliol de 2012 |                     |
|           | Especial de Halloween | 1        | 31 d'octubre de 2010                      | 19 de juliol de 2012                      |                     |
|           | 2                     | 6        | 5 de maig de 2011 - 6 de juny de 2011     | 26 de juliol de 2012 - 30 d'agost de 2012 |                     |

## Llista d'episodis

### Primera temporada
| # | # | Títol en català | Data d'estrena al Regne Unit | Data d'estrena a Catalunya |  |  |
| 1 | 1 | Xantatge        | 18 de juny de 2009           | 31 de maig de 2012         |  |  |
| El senyor Lomax, en Robert, el senyor Jelly, en David i la Joy, cinc personatges molt peculiars que aparentment no tenen res a veure entre ells, reben tots un missatge amenaçador que diu: "Sé què vas fer." Aviat es barrejaran uns passats incerts que estan a punt de passar-los factura amb uns presents còmics i més aviat obscurs.                                                                                      |   |                 |                              |                            |  |  |
| |   |                 |                              |                            |  |  |
| 2 | 2 | Lomax           | 25 de juny de 2009           | 7 de juny de 2012          |  |  |
| En Michael, l'assistent social que cuida el senyor Lomax, l'ajudarà a completar una col·lecció molt peculiar que serà única en el món, buscant l'article que li falta a eBay. En David es farà un embolic intentant encobrir un presumpte assassinat. Mentrestant, un personatge misteriós amb guants negres s'ha començat a posar en contacte amb la Joy, el senyor Jelly i la resta amb un altre missatge del seu passat.    |   |                 |                              |                            |  |  |
| |   |                 |                              |                            |  |  |
| 3 | 3 | Jelly           | 2 de juliol de 2009          | 14 de juny de 2012         |  |  |
| El senyor Lomax anirà a una subhasta per comprar el cocodril Nyaqui i hi coneixerà les germanes Crabtree, les bruixes d'eBay. També sabrem com va perdre la mà el senyor Jelly. Disfressats de maquilladors, en David i la seva mare liquidaran la seva pròxima víctima. I en Robert prepara una venjança per a la Debbie de les que no s'obliden.                                                                             |   |                 |                              |                            |  |  |
| |   |                 |                              |                            |  |  |
| 4 | 4 | David i Maureen | 9 de juliol de 2009          | 21 de juny de 2012         |  |  |
| En David i la seva mare, la Maureen, continuen amb la seva espiral d'assassinats: tres persones, una habitació i un cadàver en un maleter... En ple assassinat, un personatge misteriós i totalment inesperat els posa amb l'ai al cor. Qui deu ser? I què passa, si descobreix el cadàver?! Aquest episodi està inspirat en "La Soga", d'Alfred Hitchcock.                                                                    |   |                 |                              |                            |  |  |
| |   |                 |                              |                            |  |  |
| 5 | 5 | Joy             | 16 de juliol de 2009         | 28 de juny de 2012         |  |  |
| En David i la Maureen esperen acabar amb la seva pròxima víctima en un museu de cera, però en David rebrà un consell d'allà on menys se l'espera. D'altra banda, el senyor Jolly explicarà al senyor Jelly el motiu pel qual rep les cartes dels que li volen fer xantatge. I els somnis que té la Joy pel petit Freddy per fi es podrien fer realitat.                                                                        |   |                 |                              |                            |  |  |
| |   |                 |                              |                            |  |  |
| 6 | 6 | Robert          | 23 de juliol de 2009         | 5 de juliol de 2012        |  |  |
| En Robert farà servir l'amnèsia de la Debbie per aprofitar-se de la situació, però la Kerry hi pensa dir la seva i la cosa no s'acabarà gens bé. Una trucada del senyor Jolly tornarà a posar en perill el senyor Jelly mentre és en un asil entretenint el personal. La Maureen sabrà tota la veritat d'en David, i el senyor Lomax, després de la traïció d'en Michael, contractarà una altra persona perquè l'ajudi a casa. |   |                 |                              |                            |  |  |
| |   |                 |                              |                            |  |  |
| 7 | 7 | Ravenhill       | 30 de juliol de 2009         | 12 de juliol de 2012       |  |  |
| Un rere l'altre, els culpables van arribant a l'Hospital Psiquiàtric Ravenhill. Qui els hi ha citat? I per quin motiu escabrós? Mentrestant, la Kerry s'emporta en Robert del teatre, però es queden sense benzina enmig del bosc i la situació cada cop és més tètrica. En sortirà viu algú, de tot l'enrenou? I si sobreviuen, seran capaços d'entendre el que ha passat?!                                                   |   |                 |                              |                            |  |  |
| |   |                 |                              |                            |  |  |

### Especial de Halloween
| # | # | Títol en català | Data d'estrena al Regne Unit | Data d'estrena a Catalunya |  |  |
| 8 | - | Halloween       | 31 d'octubre de 2010         | 19 de juliol de 2012       |  |  |
| És Halloween, i el lloc de reunió dels esperits és l'hospital psiquiàtric Ravenhill, on en Phil, del programa de televisió "Cacem fantasmes amb el Dale", està a punt de viure-hi una nit que no oblidarà mai més, si és que en surt viu per recordar-la. L'hi acompanyen en Drew, un caçador de fantasmes aficionat, i el fantasma de la Kenchington, una governanta amb històries més que terrorífiques. |   |                 |                              |                            |  |  |
| |   |                 |                              |                            |  |  |

### Segona temporada
| # | # | Títol en català  | Data d'estrena al Regne Unit | Data d'estrena a Catalunya |  |  |
| 9 | 1 | Supervivents     | 5 de maig de 2011            | 26 de juliol de 2012       |  |  |
| Els supervivents de l'explosió de l'hospital psiquiàtric Ravenhill es tornen a reunir a l'enterrament d'un dels desapareguts. Aviat coneixerem la Grace Andrews, una dona envoltada de misteris i decidida a localitzar tots els personatges principals. Pot ser que hi tingui res a veure, el misteriós medalló de l'Edwina Kenchington?         |   |                  |                              |                            |  |  |
| |   |                  |                              |                            |  |  |
| 10 | 2 | El sopar         | 12 de maig de 2011           | 2 d'agost de 2012          |  |  |
| El detectiu Finney continua investigant per descobrir la veritat que envolta l'Edwina Kenchington i el seu misteriós medalló. En Christopher Biggins podria aportar noves dades per aclarir una mica els fets. Més tard, amb una visita a la misteriosa casa del bosc, es descobrirà què va passar amb en Robert i la Kerry.                      |   |                  |                              |                            |  |  |
| |   |                  |                              |                            |  |  |
| 11 | 3 | Hancock          | 19 de maig de 2011           | 9 d'agost de 2012          |  |  |
| El senyor Lomax revela més coses del seu passat i cada vegada es fa més evident l'odi que sent per en Tony Hancock. El senyor Jelly, d'altra banda, es presenta a una festa com a animador fent-se passar pel senyor Jolly, convençut que no se n'adonarà ningú. Les investigacions sobre el medalló continuen generant més enigmes i més morts.  |   |                  |                              |                            |  |  |
| |   |                  |                              |                            |  |  |
| 12 | 4 | Sunnyvale        | 26 de maig de 2011           | 16 d'agost de 2012         |  |  |
| Quan en Jeremy Goode, de la biblioteca del carrer Brooke, comença a buscar el llibre "Cinquanta passejades per les costes de les illes Britàniques, segon volum", es fa evident que cal adoptar mesures desesperades. D'altra banda, la senyora Wren està en perill de mort i només la pot salvar una persona.                                    |   |                  |                              |                            |  |  |
| |   |                  |                              |                            |  |  |
| 13 | 5 | La caça          | 2 de juny de 2011            | 23 d'agost de 2012         |  |  |
| Els perills es multipliquen i cada cop queden menys testimonis per resoldre el misteri del medalló de l'Edwina Kenchington. En Peter Bishop també s'ha apuntat a la investigació per arribar al fons de la qüestió. D'altra banda, en Jelly es torna a fer passar per en Jolly, amb unes conseqüències totalment imprevisibles.                   |   |                  |                              |                            |  |  |
| |   |                  |                              |                            |  |  |
| 14 | 6 | Andrews Nanotech | 6 de juny de 2011            | 30 d'agost de 2012         |  |  |
| En Peter Bishop té el medalló, i el senyor Jelly serà l'encarregat de portar a Londres el cap d'home que guardava la Kenchingon. Per fi es descobrirà el secret del misteri del medalló i la gravetat del que hi ha en joc. Pot ser que la resurrecció del cervell humà encara es redueixi a l'àmbit de la ciència-ficció? O ja és una realitat?! |   |                  |                              |                            |  |  |
| |   |                  |                              |                            |  |  |